# Edwige Fenech
Edwige Fenech (ur. 24 grudnia 1948 w Annaba) – francusko-włoska aktorka, producentka filmowa i modelka pochodzenia maltańskiego.

## Życiorys

### Wczesne lata
Urodziła się w Annabie (wówczas Bône), w ówczesnej francuskiej Algierii. Jej ojciec był Maltańczykiem, a matka Włoszką i pochodziła z Acate (w prowincji Ragusa), której została honorowym obywatelem. 
Po rozwodzie rodziców przeprowadziła się z matką do Nicei we Francji, gdzie uczęszczała do szkoły średniej i studiowała taniec i medycynę. Tam została zauważona na ulicy i przyjęła propozycję udziału jako Gina w komedii Toutes folles de lui (1967) u boku Juliena Guiomara, Jeana-Pierre’a Marielle i Serge’a Gainsbourga.
W 1967 wzięła udział w konkursie piękności Lady France, który odbył się w maju podczas 20. edycji festiwalu w Cannes i wygrała go, uzyskując tym samym prawo uczestnictwa w Lady Europa jako przedstawicielka swojego kraju; Impreza odbywała się w sierpniu, a Fenech zajęła trzecie miejsce, za Dolores Agustą i Rocío Jurado. Została jednak zauważona przez łowcę talentów, który zaproponował jej tytułową rolę w filmie Samoa, królowa dżungli (Samoa, regina della giungla, 1968). Następnie przeniosła się z matką do Włoch.

### Kariera

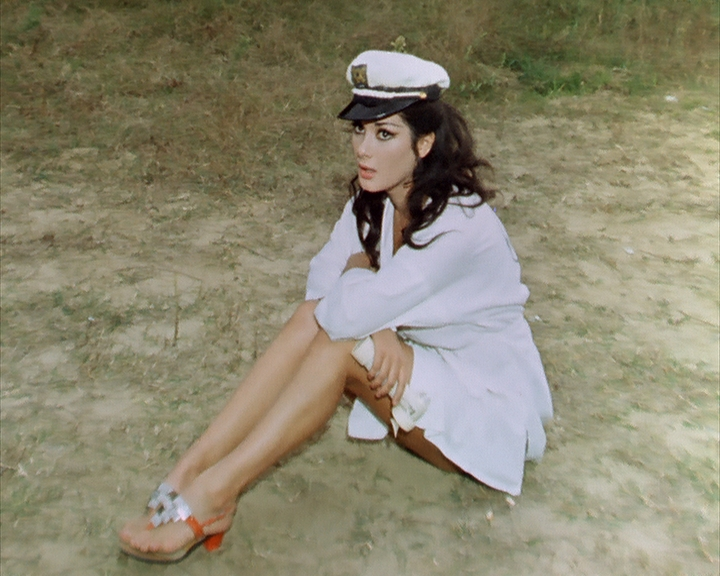
Edwige Fenech w Top Sensation (1969)

Wystąpiła potem w filmach: dramacie przygodowym Il Figlio di Aquila Nera (1968), komedii Gospodyni ma również hrabiego (Frau Wirtin hat auch einen Grafen, 1968) z Jeffreyem Hunterem i dramacie erotycznym Top Sensation (1969). W komedii Satiricosissimo (1970) z Arturo Dominicim (Ofoniusz Tygellinus) i Karin Schubert (blond kurtyzana) wcieliła się w postać cesarzowej Poppei Sabiny.  
W 1970 otrzymała nagrodę Golden Orange. Grywała w dreszczowcach, w tym 5 lalek na sierpniowy księżyc (5 bambole per la luna d'agosto, 1970), Mario Bavy, Dziwna wiceprezes pani Wardh (Lo strano vizio della Signora Wardh, 1970) jako tytułowa Julie Wardh z George’em Hiltonem i Ivanem Rassimovem, Twój zastępca ma zamknięty pokój i ma tylko klucz (Il tuo vizio è una stanza chiusa e solo io ne ho la chiave, 1972) z Anitą Strindberg i Danielą Giordano oraz Śmierć niesie trzcinę (Passi di danza su una lama di rasoio, 1973) z George’em Martinem, a także w horrorach, m.in. Wszystkie kolory mroku (Tutti i colori del buio, 1972).
Była kilkakrotnie na okładce włoskiej edycji magazynu „Playboy” (we wrześniu 1977, w styczniu 1981, w lipcu 1984). W latach 80. była częstym gościem programów telewizyjnych, w tym Italia 1 Ric e Gian folies (1983) i Bene, bravi, bis (1984), Canale 5 Risatissima (1985) z Paolo Villaggio. W 1985 zadebiutowała w teatrze w spektaklu D'amore si muore z Fabrizio Bentivoglio i Monicą Scattini. 
Pracowała jako producentka filmowa, m.in. Kupca weneckiego (2004) z Alem Pacino. W 2007 przyjęła propozycję od Quentina Tarantino w filmie Hostel 2 (Hostel: Part II) w reżyserii Eli Rotha. Powróciła na szklany ekran w roli cesarzowej Katarzyny II w filmie Córka kapitana (La figlia del capitano, 2012), wyprodukowanym i nadawanym przez RAI.

## Życie prywatne
Ze związku z aktorem Fabio Testi ma syna Edwina (ur. 1971). W latach 1971–82 związana była z reżyserem Luciano Martino. W latach 1986–98 była zaręczona z włoskim przemysłowcem Lucą Cordero di Montezemolo.

## Filmografia
| Rok  | Tytuł | Rola                        | Reżyser                   |
| ---- | --- | --------------------------- | ------------------------- |
| 1968 | Gospodyni ma również hrabiego (Frau Wirtin hat auch einen Grafen)                                                      | Céline                      | Franz Antel               |
| 1968 | Samoa, królowa dżungli (Samoa, regina della giungla)                                                                   | Samoa                       | Guido Malatesta           |
| 1970 | 5 bambole per la luna d'agosto                                                                                         | Marie Chaney                | Mario Bava                |
| 1970 | Lo strano vizio della Signora Wardh                                                                                    | Julie Wardh                 | Sergio Martino            |
| 1971 | Skąd wzięły się te dziwne krople krwi na ciele Jennifer? (The Case of the Bloody Iris)                                 | Jennifer Osterman           | Giuliano Carnimeo         |
| 1971 | Upalne noce Don Juana (Le calde notti di Don Giovanni )                                                                | Aiscia                      | Alfonso Brescia           |
| 1972 | Wszystkie kolory mroku (Tutti i colori del buio)                                                                       | Jane Harrison               | Sergio Martino            |
| 1972 | Twoim problemem jest zamknięty pokój a tylko ja mam klucz (Il tuo vizio è una stanza chiusa e solo io ne ho la chiave) | Floriana                    | Sergio Martino            |
| 1972 | Ubalda, cała naga i gorąca (Quel gran pezzo dell'Ubalda tutta nuda e tutta calda)                                      | Ubalda                      | Mariano Laurenti          |
| 1972 | Naga zakonnica (La bella Antonia, prima monica e poi dimonia)                                                          | Antonia                     | Mariano Laurenti          |
| 1973 | Giovannona dłogo-uda (Giovannona Long-Thigh)                                                                           | Giovannona Coscialunga      | Sergio Martino            |
| 1973 | Oznaczony Frank i Szalony Tony (Dio, sei proprio un padreterno!)                                                       | Orchidea                    | Michele Lupo              |
| 1973 | Święty Boże, tutaj przybywa przemytnik (Fuori uno sotto un altro... arriva il passatore)                               | Mora                        | Giuliano Carnimeo         |
| 1973 | Tajemnice call girl (Anna, quel particolare piacere)                                                                   | Anna                        | Giuliano Carnimeo         |
| 1974 | Poker w łóżku (La signora gioca bene a scopa?)                                                                         | Eva                         | Giuliano Carnimeo         |
| 1974 | Niewinność i żądanie                                                                                                   | Carmela Paternò             | Massimo Dallamano         |
| 1975 | Nude per l'assassino                                                                                                   | Magda                       | Andrea Bianchi            |
| 1975 | Il vizio di famiglia                                                                                                   | Suzie                       | Mariano Laurenti          |
| 1975 | Szkolny nauczyciel | Giovanna Pagaus             | Nando Cicero              |
| 1975 | Grazie... nonna | Marianna                    | Marino Girolami           |
| 1975 | Nietknięta żona (La moglie vergine)                                                                                    | Valentina                   | Marino Girolami           |
| 1976 | Seks z uśmiechem | Emilia Chiapponi            | Sergio Martino            |
| 1976 | Konfesje pani policjantki                                                                                              | Gianna Amicucci             | Michele Massimo Tarantini |
| 1976 | Moja siotra jest prawnikiem                                                                                            | Viola Orlando/ Rosa Orlando | Lucio Fulci               |
| 1976 | Rogacz z urojenia (Evil Thoughts)                                                                                      | Francesca Marani            | Ugo Tognazzi              |
| 1977 | Nauczycielka idzie do gimnazjum dla chłopców                                                                           | Monica Sebastiani           | Mariano Laurenti          |
| 1977 | Virgo, Taurus i Capricorn                                                                                              | Gioia Ferretti              | Luciano Martino           |
| 1977 | Dziewczyna taksówkarz                                                                                                  | Marcella                    | Michele Massimo Tarantini |
| 1978 | Nauczyciel w domu | Luisa De Dominicis          | Michele Massimo Tarantini |
| 1978 | Moje miłości (Amori miei)                                                                                              | Deborah                     | Steno                     |
| 1978 | Pustynna bitwa/Siły zbrojne (Il grande attacco)                                                                        | Danielle                    | Umberto Lenzi             |
| 1979 | Dr Jekyll jak gorący                                                                                                   | Barbara Wimply              | Steno                     |
| 1979 | La patata bollente | Maria                       | Steno                     |
| 1979 | Policjantka na wydziale pornograficznym                                                                                | Gianna D'Amico              | Michele Massimo Tarantini |
| 1979 | Sobota, niedziela i piątek                                                                                             | inż. Tokimoto               | Sergio Martino            |
| 1980 | Cukier, miód i papryka                                                                                                 | Amalia Passalacqua          | Sergio Martino            |
| 1980 | Jestem fotogeniczny (I'm Photogenic)                                                                                   | Cinzia Pancaldi             | Dino Risi                 |
| 1980 | Il ladrone | Deborah                     | Pasquale Festa Campanile  |
| 1980 | Ja i Caterina (Io e Caterina)                                                                                          | Elisabetta                  | Alberto Sordi             |
| 1980 | La moglie in vacanza... l'amante in città                                                                              | Giulia                      | Sergio Martino            |
| 1981 | As (Asso) | Silvia                      | Castellano & Pipolo       |
| 1981 | Policjantka w Nowym Jorku                                                                                              | Gianna Amicucci / La Pupa   | Michele Massimo Tarantini |
| 1981 | Cornetti alla crema | Marianna                    | Sergio Martino            |
| 1981 | Il ficcanaso | Susanna Luisetti            | Bruno Corbucci            |
| 1982 | Il paramedico | Nina Miglio                 | Sergio Nasca              |
| 1982 | Don't Play with Tigers                                                                                                 | Francesca Del Prà           | Sergio Martino            |
| 1984 | Vacanze in America | Miss De Romanis             | Carlo Vanzina             |
| 1988 | Widmo śmierci (Phantom of Death)                                                                                       | Hélène Martell              | Ruggero Deodato           |
| 1993 | Prywatne kryminały | Nicole Venturi              | Sergio Martino            |
| 2007 | Hostel 2 (Hostel: Part II)                                                                                             | Profesor                    | Eli Roth                  |